# Дженевез-Кая (Гурзуф)
Дженевез-Кая (укр. Дженевез-Кая, крымскотат. Cenevez Qaya — «Генуэзская скала») — скала у входа в Гурзуфскую бухту на Южном берегу Крыма. Высота Генуэзской скалы составляет 70 метров над уровнем моря. Почти вся скала принадлежит к территории детского лагеря Артек.

## Название
Своим названием («Генуэзская скала») скала обязана крепости, построенной на ней генуэзцами.

## Геологическое происхождение
Скала Дженевез-Кая сформировалась вследствие отторжения от главной гряды Крымских гор. При мощных землетрясениях иногда образуются колоссальные обвалы и отторжения от крутой южной кромки горной гряды. Сначала известняковые глыбы, оторвавшиеся от горного массива, лежали у подножия яйлы, а потом оползнями перемещались все ниже и ниже. В отличие от тех перемещенных массивов, которые и сейчас расположены недалеко от обрывов главной гряды, Дженевез-Кая сползла до самого побережья.

## Особенности скалы

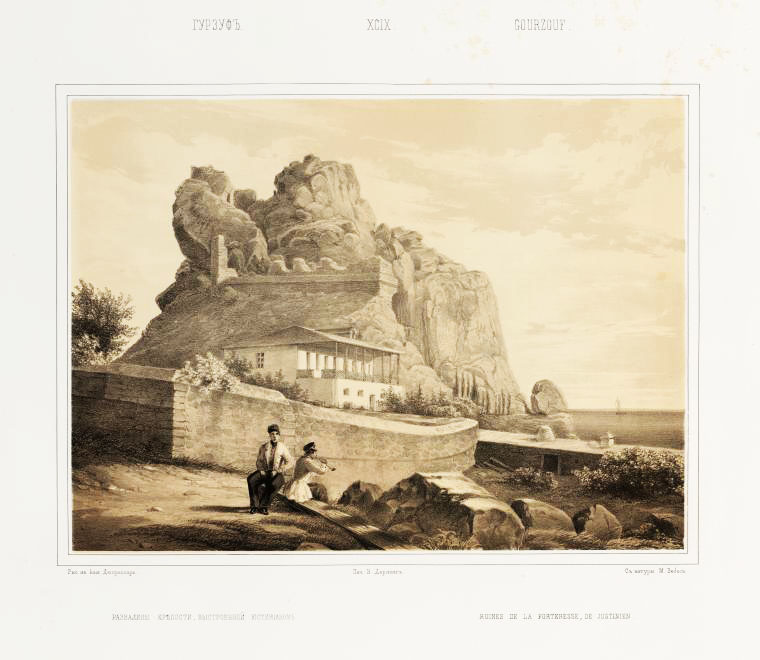
Скала Дженевез-Кая и руины крепости. Иллюстрация из издания 1851 р.

В далеком прошлом скала Джневез-Кая была соединена сухопутным перешейком с островками Адаларами. Сейчас перешеек находится под водой.
Расщелина разделяет скалу на две неравные части. После того, как известняковый монолит раскололся надвое, он стал понемногу разваливаться на куски, в результате чего образовались неприступные скалы причудливой башнеобразной формы. С течением времени расщелина заполнилась глыбами и мелким обломочным материалом, а затем желто-бурой глиной, которая постепенно затянула всю поверхность каменного навала. Далее из растительного перегноя и гуано сформировался целый пласт черного и жирного грунта, которым покрыт суглинок. Среди скал образовался крутой, но относительно ровный согретый солнцем склон, укрытый от холодных ветров, с уютными закоулками между каменными глыбами.

## Человеческая деятельность

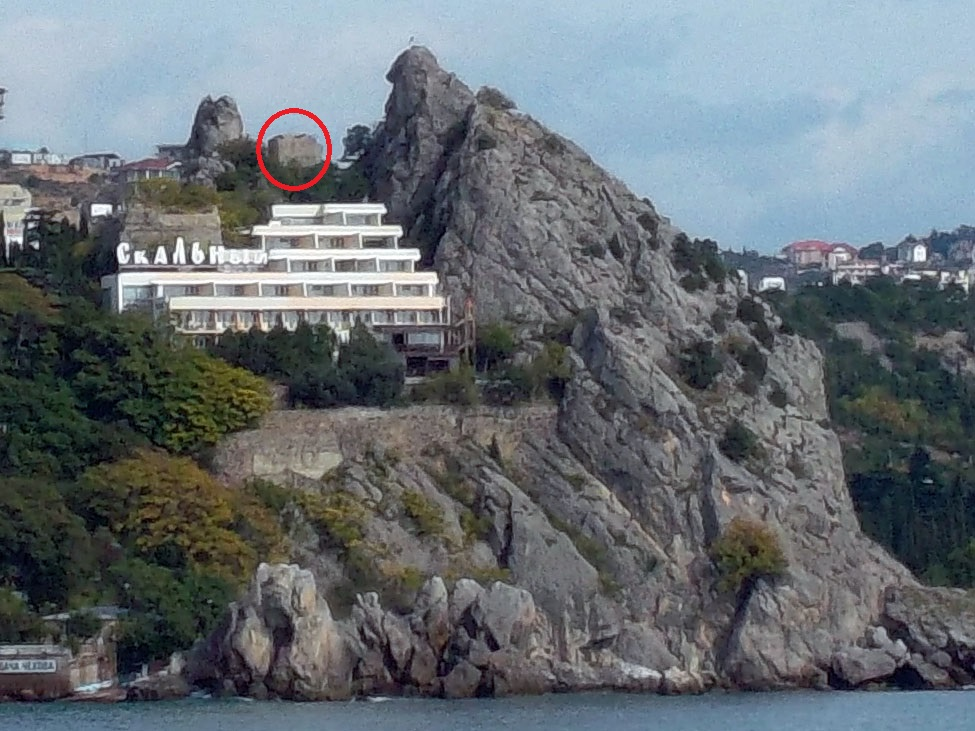
Скала Дженевез-Кая в Гурзуфе с искусственным третьим отрогом

Археологические исследования свидетельствуют, что на скале Дженевез-Кая люди селились, по меньшей мере, со времен раннего энеолита. Также были найдены следы жилья и посуды тавров (VII–VI вв. до н. э.). В VI в. византийцы построили здесь крепость, которая в XIV в. была возрождена генуэзцами и разрушена в 1475 году турками-османами.
В начале XX века в толще Дженевез-Кая на высоте 40 метров от уровня моря был прорублен тоннель длиной около 15 метров. Его отверстие на скале хорошо видно с моря. Также тогда планировалось проложить от скалы Дженевез-Кая на Адалары подвесную канатную дорогу. В 1975 году на скале построили артековский отель «Скальный».
В последние годы прошлого века привычный «двурогий» вид скалы незначительно изменился: между двумя отрогами появился небольшой третий рог. Причина появления нового выступа скалы была прозаична: из-за перебоев с водоснабжением для жителей отеля на скале установили цистерну, для маскировки обтянутую металлической сеткой и оштукатуренную.

## В культуре
Поскольку скала Дженевез-Кая является естественной доминантой гурзуфской бухты, она была изображена на работах почти всех художников, которые работали в Гурзуфе.
В тоннеле скалы в 1986 году снимали эпизод кинофильма «Путешествия пана Кляксы».